# 프랫 & 휘트니 캐나다 JT15D

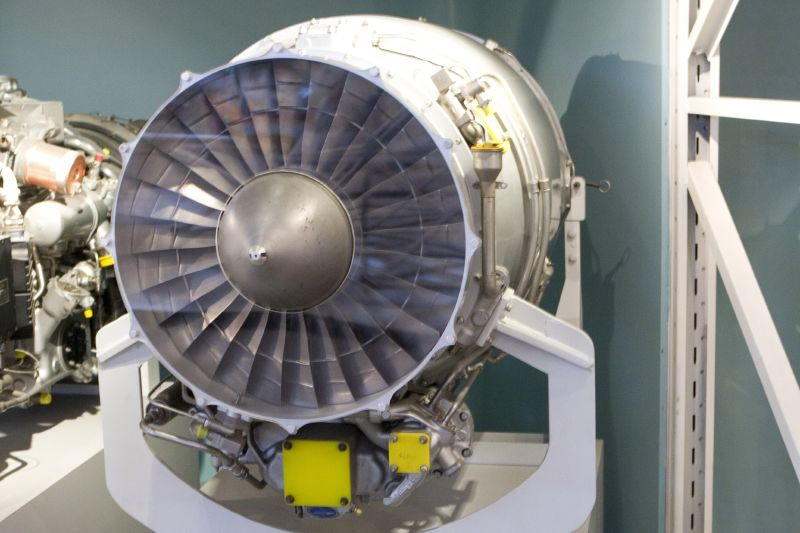
캐나다 항공 박물관에 소장된 JT15D

프랫 앤 휘트니 캐나다 JT15D는 비즈니스 제트용으로 만들어진 소형 터보팬 엔진이다. 1971년에 도입이 되었으며, 그 당시에는 추력 2,200 lbf (9.8 kN)이었다. 이후 여러 차례의 업그레이드를 거쳤으며, 가장 최근 버전은 3,000 lbf (13 kN)가 넘는다. 다양한 종류의 소형 제트기, 특히 비즈니스 제트기에서 주 추진기관으로 사용되고 있다. 1970년대 이래로 6,000대 이상의 JT15D가 납품되었으며, 총 3천만 시간 이상의 운용 시간을 자랑하고 있다.

## 설계
JT15D는 고압 시스템으로서 원심 압축기를 사용하고 있기 때문에, 현대의 터보팬 중에서는 상당히 특이하다고 할 수 있다. 초기의 제트 엔진은 대부분 원심 압축기를 사용했지만, 전방 면적이 너무 컸기 때문에, 이후 축류 압축기로 급격히 바뀌었던 것이다. 그러나 한편으로, 터보팬 엔진에서 대부분의 추력이 발생되는 것은 바이패스 유동에 의해서이며, 코어 유동이 차지하는 부분은 상당히 작다. 이런 점에서 보면 고압 압축기로서 1단 원심 압축기를 사용하는 것도 장점이 있다고 할 수 있다. 대부분의 소형 터보팬이 원심 압축기를 사용하지 않는 것은 이들이 많은 경우에 터보젯으로부터 파생되었기 때문이다.
JT15D의 경우 70 %의 공기가 바이패스되며, 여기에서 대부분의 추력이 발생된다. 팬의 후단에는 작은 부스터 역할을 하는 축류 단이 있는데, 팬과 동일한 속도로 회전하면서 나머지 30 %의 공기를 코어 유동으로 보낸다. 이렇게 보내진 공기는 원심단에서 더욱 압축되며, 환형 역류형 연소기에서 연소된다. 이후 이 고온 기체가 1단 고압 터빈, 2단 저압 터빈을 거치면서 고압 축류 압축기 및 저압 팬, 부스터를 구동한다.

## 파생형 및 적용 기종
최초 모델인 JT15D-1은 Cessna Citation 1 (당시는 Fanjet 500으로 알려졌음)에 도입되었다. 1972년에 납품이 시작되어 총 1,417대가 납품되었다.
JT15D-4는 그 이듬해 도입되었으며, 추력이 2,500 lbf (11 kN)로 향상되었다. Cessna Citation II의 주 엔진으로 사용이 되었으며, 이후 Mitsubishi Diamond 1A, Aerospatiale Corvett, Agusta S211 (군용 훈련기)에도 사용이 되었다. 총 2,195대가 납품되었다.
다음 주요 모델은 JT15D-5로, 1983년에 승인되었다. 최초 버전은 추력이 2,900 lbf (13 kN)이었으며, Beechjet 400A 및 Cessna T-47A에 사용되었다. 약간의 수정을 거친 -5A, -5B, -5C 모델도 나왔으며, Cessna Citation V, Beechcraft T-1A Jayhawk, DASA Ranger 200-, Agusta S211A 등에 사용되었다.
JT15D-5D는 상당한 수정이 가해진 버전으로서, 1993년에 승인되었다. 추력이 3,045 lbf (13.54 kN)으로 더욱 늘어났으며, Cessna UC-35A 및 Cessna Citation Ultra에 사용되었다.

## 같이 보기
- 프랫 앤 휘트니 캐나다 PW500